# PFK Spartak Nalčik
PFK Spartak Nalčik (rusky Профессиональный футбольный клуб „Спартак Нальчик“) je ruský fotbalový klub z města Nalčik v Kabardsko-balkarské republice. Byl založen v roce 1935. Své domácí zápasy hraje na stadionu Spartaku s kapacitou 13 800 míst.
Klubové barvy jsou červená a bílá.
V sezoně 2014/15 hraje ruskou druhou ligu.